# Dendrocalamus membranaceus
Espèce
Classification phylogénétique
Statut de conservation UICN

 LC  : Préoccupation mineure
Dendrocalamus membranaceus est une espèce de bambou de la famille des Poaceae, du genre Dendrocalamus, de taille moyenne (8 à 15 m), originaire du Bangladesh, Cambodge, Chine (Yunnan), Laos, Myanmar, Thaïlande, et Vietnam.
Le Dendrocalamus membranaceus fait partie des premières espèces de bambou qui ont été employées pour fabriquer de la pâte à papier dans la Chine impériale. Le papier de bambou s’est imposé en Chine du Sud à partir de la dynastie Song (960-1279). Il est aussi employé dans la construction et l’ameublement.

## Taxonomie et étymologie
William Munro, officier britannique et botaniste, a su concilier la direction d’un régiment avec l’écriture d’une monographie mondiale des Bambusacées. Le colonel Munro donne une description précise en latin de l’espèce dans A Monograph of the Bambusaceae, in Transactions of the Linnean Society of London 26(1): 149. 1868.
Le nom de genre Dendrocalamus est un nom composé de latin scientifique, formé à partir de l’étymon grec δένδρο dendro « arbre » et de l’étymon grec καλαμος, que le latin calamus « roseau » a emprunté ; le composé est une allusion à la tige lignifiée des bambous.
L’épithète spécifique membranaceus est un mot latin signifiant « formé d’une membrane ».
Le nom vulgaire chinois est 黄竹 huangzhu, morph. « bambou jaune ».

## Synonymes
Selon POWO, le nom valide Dendrocalamus membranaceus a pour synonymes 
- Bambusa membranacea (Munro) Stapleton & NHXia
- Dendrocalamus longifimbriatus Gamble , Ann. Roy. Bot. Gard. (Calcutta) 7 : 92 (1896)
- Dendrocalamus membranaceus f. fimbriligulatus Hsueh & DZLi , J. Bamboo Res. 7(4): 4 (1988)
- Dendrocalamus membranaceus f. pilosus Hsueh & DZLi , J. Bamboo Res. 7(4): 3 (1988)
- Dendrocalamus membranaceus f. striatus Hsueh & DZLi , J. Bamboo Res. 7(4): 3 (1988)
- Oxytenanthera lacei Gamble , Taureau. Divers Informer. Kew 1910 : 385 (1910)
- Sinocalamus longifimbriatus (Gamble) TQ Nguyen , Bot. Zhurn. (Moscou et Leningrad) 74 : 1662 (1989)

## Description

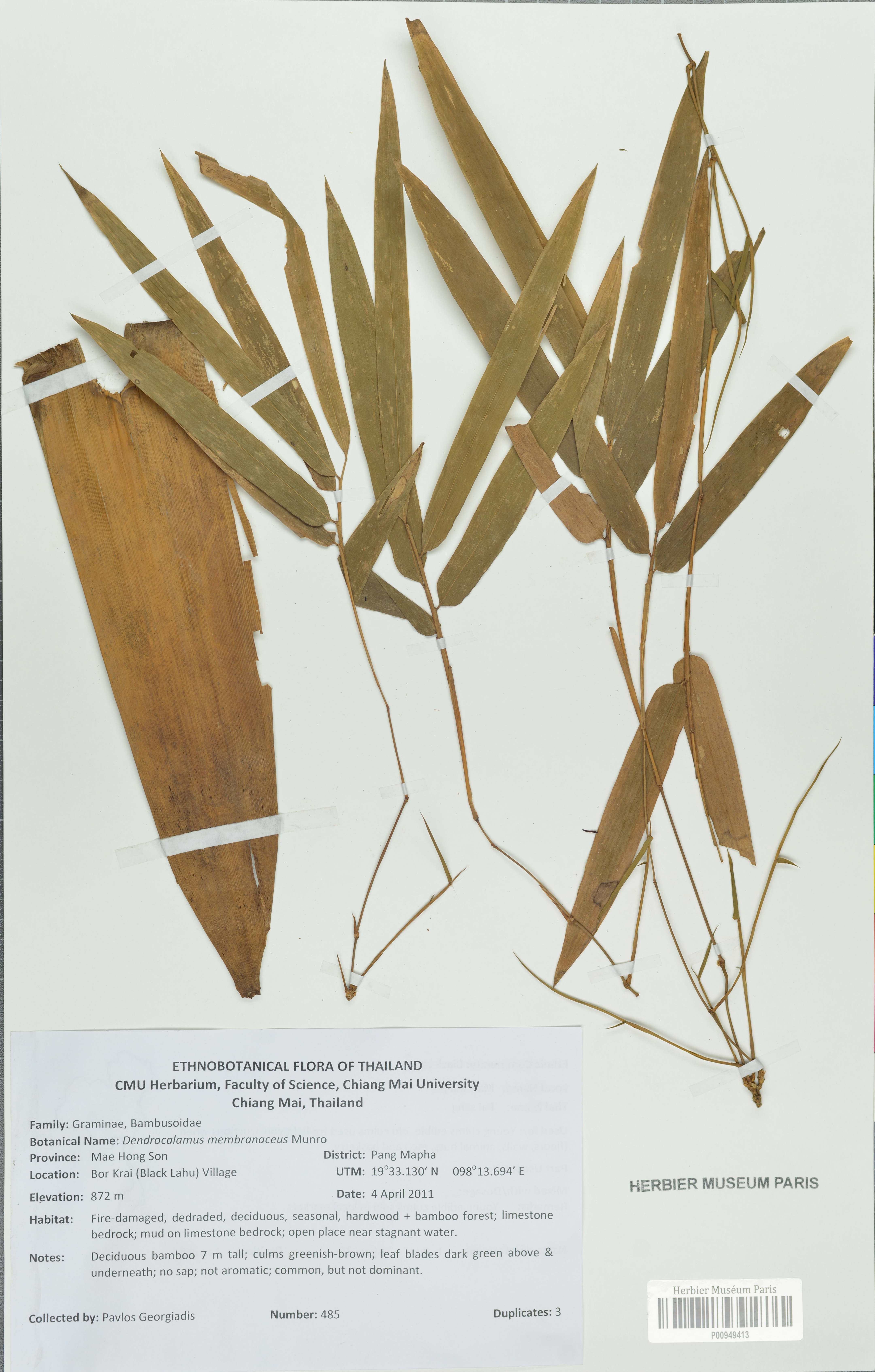
Dendrocalamus membranaceus, spécimen récolté dans la province Mae Hong Son, Thailande

Les chaumes (tiges lignifiées) de taille moyenne font de 8 à 15 m de hauteur, de 7 à 10 cm de diamètre, avec des entrenœuds de 34 à 42 cm, initialement d’un blanc poudreux, devenant vert brillant. Les gaines des chaumes sont caduques, initialement vert-orange, elliptiques à oblongues, généralement plus longues que les entrenœuds, papyracées, aux bords ciliés, avec une ligule de 8–10 mm. Des entrenœuds du bas sortent des racines.
Le limbe des feuilles est linaire-lancéolé, de 30–40 cm de long sur 2–3 cm de large. Les gaines foliaires, initialement un peu poilues deviennent glabres, avec une ligule courte, dentelée, limbe lancéolé, de 12,5–25 cm de long sur 1,2–2 cm de large.
L’inflorescence porte des amas de pseudo-épillets denses, de 2,5–5 cm de diamètre. Les épillets de 8–15 mm, glabres comportent 2 à 5 fleurons fertiles.
Le fruit est un caryopse de 6–8 mm.

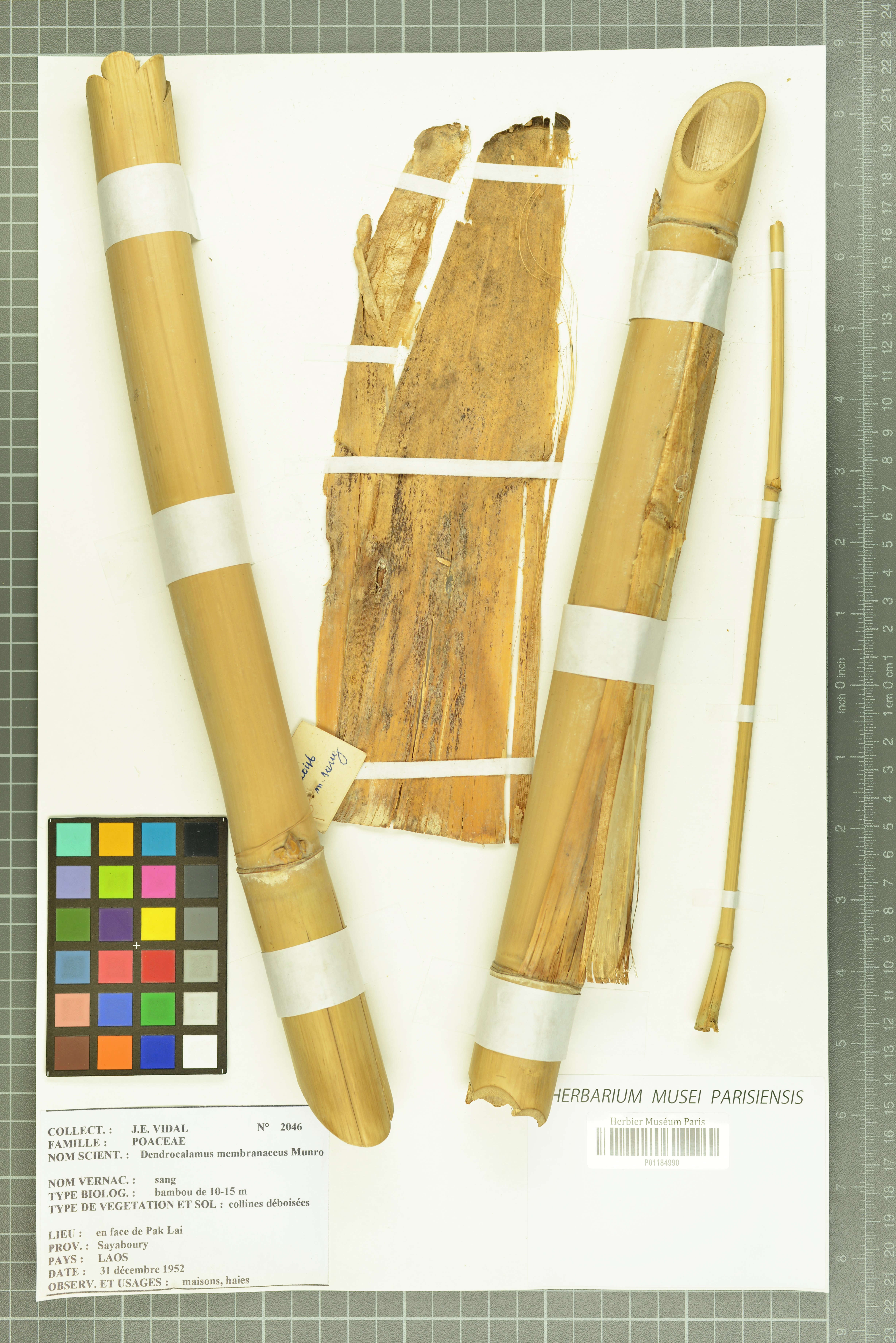
Spécimen récolté par J.E. Vidal, au Laos
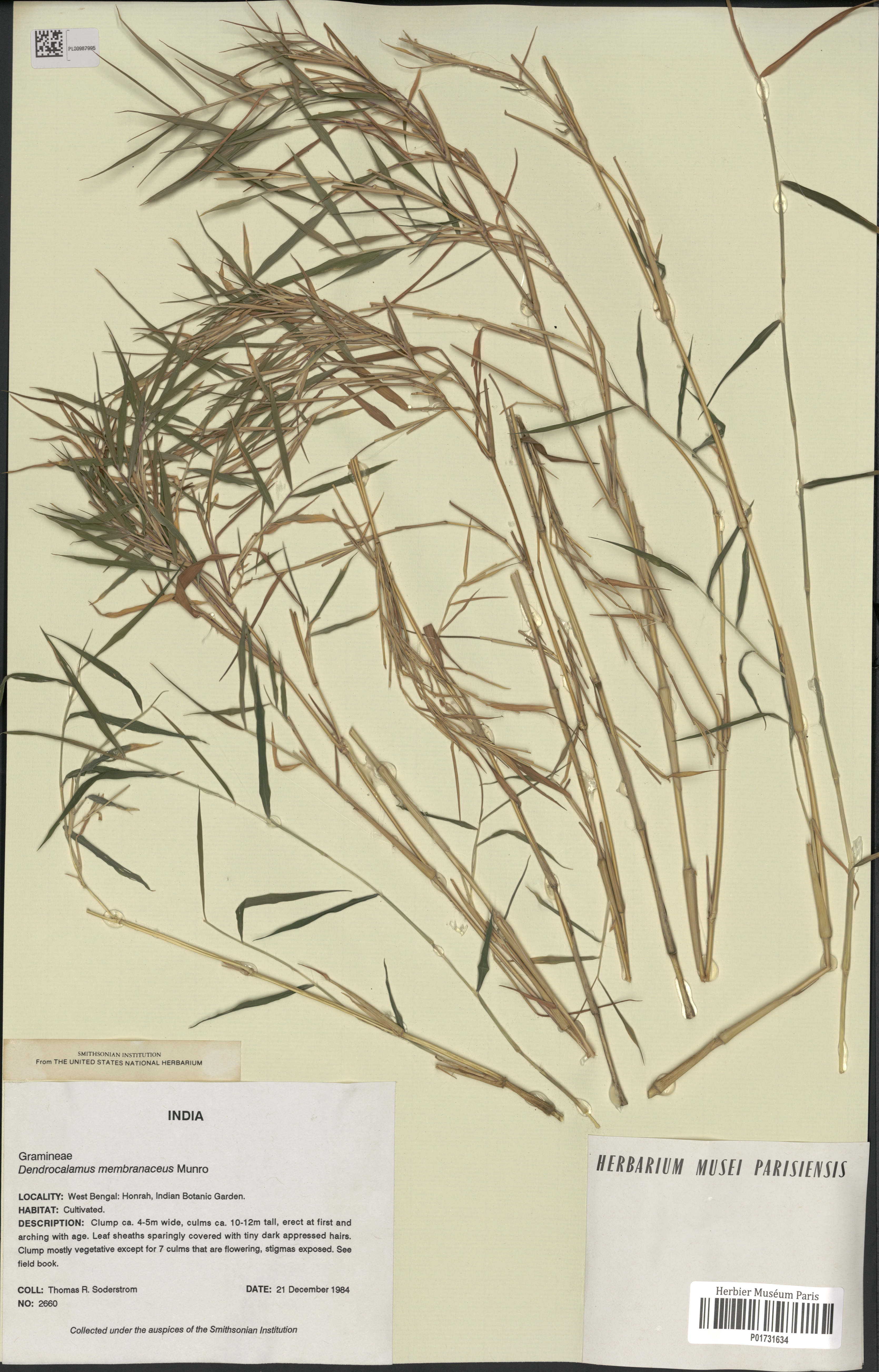
Spécimen du Bengal occi., Honrah

Il existe en Chine plusieurs variétés produites dans le Xishuangbanna, comme
- 毛竿黄竹 Má gān huángzhú  « bambou jaune », les entrenœuds sont recouverts de petits poils jaune-brun. Variété produite dans le Xishuangbanna, au Yunnan.

## Distribution et habitat
L’espèce est originaire du Bangladesh, Cambodge, Chine (Yunnan sud), Laos, Myanmar, Thaïlande, Vietnam. Elle a été introduite à Porto Rico et Sumatra.
Ce bambou pousse dans les vallées fluviales et les zones boisées vallonnées, entre 500 et 1 000 m au sud du Yunnan. C’est l’espèce de bambou sauvage la plus importante et la plus étendue de la Chine subtropicale que l'on trouve dans des forêts de bambous pures ou des forêts mixtes, mélangée à des feuillus.

## Utilisations
Construction et ameublement
Ce bambou est utilisé dans la construction de maisons, de meubles, d’outils agricoles, de nattes, de vannerie, d’artisanat et d’accessoires pour arbres fruitiers.
Fabrication de papier
Les premières utilisations de fibres de bambou pour produire de la pâte à papier remontent à la dynastie Liang (502-555) mais c’est au cours de la dynastie Song (960-1279) que la production de papier de bambou acquiert une place déterminante voire dominante, au détriment du chanvre et du rotin,,. Seul le papier de Broussonetia put résister et s’imposer dans le nord de la Chine là où le bambou ne pousse pas. En raison de la croissance rapide du bambou et d’un large éventail de ressources disponibles, le papier de bambou a rapidement remplacé le papier de chanvre et le papier d’écorce pour devenir le principal papier fait à la main en Chine du Sud.
La première description un peu précise à être publiée est celle de l’encyclopédie illustrée des techniques 天工開物, Tiangong Kaiwu, publiée en 1637. Elle donne les principales étapes de la fabrication du papier de bambou suivantes: le tri des matériaux, le trempage, l’ébullition, l’écrasement, la décoloration, le recueil de film de pâte sur un tamis de bambou, le pressage des feuilles, l’exposition au soleil et le séchage.
De nos jours, de nombreuses espèces de bambou sont utilisées pour fabriquer de la pâte à papier : 毛竹 máozhú, « bambou moso » Phyllostachys edulis, 青皮竹 qingpizhu Bambusa textilis, 苦竹 kǔzhú « bambou amer » Pleioblastus amarus, 慈竹 cizhu Bambusa emeiensis, 龙竹 longzhu Dendrocalamus giganteus, 黄竹 huangzhu, Dendrocalamus membranaceus etc. .
Horticulture
L’espèce est utilisée en zone tropicale pour l’aménagement paysager et dans les jardins d’agrément.